# 华深拟髭蟾
华深拟髭蟾（学名：Leptobrachium huashen），一种分布于中华人民共和国云南省及缅甸、泰国等地区的两栖动物，隶属于角蟾科拟髭蟾属。模式产地为云南景东彝族自治县锦屏镇新民村。

## 形态特征
华深拟髭蟾体型扁平，雄蟾体长47～51毫米，雌蟾体长60毫米左右。身体皮肤较为光滑，背面为灰蓝色或灰棕色，散有褐黑色虫纹斑或点状斑；四肢背面有横斑；身体腹面紫罗蓝色，颗粒疣为白色。

## 保护
本种于2023年被收录入《有重要生态、科学、社会价值的陆生野生动物名录》。